# 斯诺克黑球挑战赛
斯诺克黑球挑战赛（英語：Pot Black）是一项职业斯诺克赛事，始于1969年，是英国广播公司（BBC）为推广彩色电视而发起的斯诺克锦标赛。比赛采用一局定胜负。1978年—1986年，比赛采用了抢2的赛制。1986年后停办，1991年恢复，仍采用一局制胜。
该赛事的最高记录为119分，是2006年由威尔士选手马克·威廉姆斯所创造。